# Dino Di Domenico
Dino Di Domenico (Magliano de' Marsi, 1949) è un tenore italiano.
All'anagrafe Berardino, poi abbreviato artisticamente in Dino, il tenore Di Domenico ha cantato nei maggiori teatri italiani ed esteri, nelle più importanti sale da concerto del mondo e sui canali televisivi RAI, contribuendo alla promozione del melodramma italiano nel mondo, dall'Islanda al Sud Africa, dagli Stati Uniti a Israele. Vanta un ampio repertorio di musica sacra e da camera dal XVI secolo ai giorni nostri. È stato diretto da Maestri come Savallish, Aronovic, Kellog, Gelmetti, Gavazzeni, Mannino, Roberto Abbado, Steimberg, de Bernard, Luisi, Antonio Pappano, Veltri, Lombard. È docente di canto lirico presso l'Istituto Superiore di Studi Musicali Gaetano Donizetti di Bergamo. Canta in otto lingue.

## Biografia

### Gli anni Sessanta e Settanta
Viene notato giovanissimo in Abruzzo per la sua voce limpida, spontanea ed intonata mentre si diverte a cantare le arie d'opera che ascolta nei dischi o partecipa alle funzioni religiose domenicali. La famiglia, che aveva immaginato per lui tutt'altro percorso, indirizzandolo alla carriera ecclesiastica, acconsente a fargli seguire degli studi musicali. Diplomato al conservatorio Santa Cecilia in Roma sotto la guida del Maestro Paolo Silveri, si perfeziona in musica corale e da camera con i maestri Nino Antonellini e Arturo Sacchetti e in opera lirica e in tecnica vocale con il maestro Carlo Bergonzi più tardi, una volta già intrapresa da anni la carriera artistica.
Nel 1976, il giorno stesso della partenza per il viaggio di nozze in Canada, spedisce la candidatura per l'audizione al coro da camera della Rai e al ritorno trova ad aspettarlo la convocazione. Partecipa all'audizione e viene scelto. Entra in Rai e lavora presso la sede di Roma in qualità di tenore del coro da camera fino al 1983, vincendo il premio Viotti D'oro del concorso internazionale di Vercelli, fonte Archivio RAI.

### Gli anni Ottanta
Nel 1981 vince il Verdi d'Oro al concorso internazionale della Corale Verdi di Parma ed in quella occasione scopre la cittadina di Salsomaggiore, dove qualche anno dopo decide di trasferirsi assieme alla famiglia e dove vive tuttora. Chi era presente alla premiazione ricorda ancora come il tenore in quei giorni fosse in trepidazione anche per un altro annuncio, ovvero la nascita della figlia minore, dopo essere diventato già papà di un maschietto nel 1978. Nel 1982 vince il secondo premio al concorso internazionale Belvedere in Vienna, nel 1983 vince il secondo premio al concorso internazionale Voci Verdiane a Busseto.
Nel 1983 abbandona l'attività da corista e debutta come solista in Lucia di Lammermoor al Ponchielli di Cremona, ne La traviata a Dublino e Lord Percy in Anna Bolena al fianco di Katia Ricciarelli. Canta La bohème a Bergamo, Brescia e Pavia per giungere al Metropolitan di New York. Resta negli Stati Uniti per I Lombardi in cui affianca Aprile Millo a Filadelfia e alla Carnegie Hall di New York. Interpreta Rigoletto nel New Jersey e Madama Butterfly a Miami per poi debuttare nel Requiem di Verdi a San Antonio. L'eco del successo giunge presto in Europa aprendogli i più importanti teatri italiani come il Teatro Massimo di Palermo dove interpreta Ismaele nel Nabucco e Macduff nel Macbeth, Cagliari dove bissa il successo ottenuto a Palermo e a Roma dove debutta in Luisa Miller.
Ad Amsterdam interpreta la Messa da Requiem al Concert Gebouw e in Olanda l'Attila. In Cile nel ruolo di Foresto canta a Santiago del Cile dove viene confermato successivamente nel ruolo di Pinkerton in Madama Butterfly. Il 16 novembre 1986 è al Music Center Vredenburg, Utrecht con Nerone.

### Gli anni Novanta
Alla Staatsoper di Berlino, apre dal '91 una collaborazione che lo vede sullo stesso palcoscenico nel ruolo di Pinkerton nella Madama Butterfly di Giacomo Puccini fino al 1995 e anche in Capuleti e Montecchi di Bellini e Capriccio di Richard Strauss. Il ruolo di Pinkerton lo rende celebre in tutta la Germania così che ricopre il ruolo a Monaco, Düsseldorf, Amburgo e Francoforte, qui interpreta ripetutamente La traviata e svolge una tournée in Israele. Orpheus International, mensile di Opera edito in Germania, gli dedica l'intervista di apertura e la copertina del maggio 1993.
Nella metà degli anni Novanta è alla Staatsoper di Vienna in Madama Butterfly destando l'attenzione di numerosi direttori d'orchestra tra cui Gustav Kuhn che lo reclama nel ruolo di Bacchus in Ariadne auf Naxos a Milano e al Teatro Comunale di Bologna. Con lo stesso direttore recita al teatro San Carlo di Napoli nella Nona Sinfonia di Beethoven.
Interpreta nuovamente Ismaele nel Nabucco a Nizza e successivamente parte per una tournée in Sud America con la Deutsche Rundfunk Orchester di Monaco guidata dal maestro Gustav Kuhn (l'Opera in cd e video di Elvio Giudici, ed. Il Saggiatore).
Nel 1999 canta Attila di Verdi e il Requiem di Berlioz alla Filarmonica di Berlino, il Requiem di Verdi al Festival di Erl e la Nona Sinfonia di Beethoven alla Sala Verdi di Milano. Inoltre è impegnato in numerosi concerti in Italia e all'estero.

### XXI secolo
Nel 2000 canta il Requiem di Mozart con l'orchestra Coccia di Novara a Milano e Novara, la Nona Sinfonia di Beethoven al Festival di Erl e Aida al Festival Dom di Speyer. Prende parte al Concerto dei 6 Tenori a Sankt Moritz e Innsbruck e a due Gala Concert ad Hannover.
Nel 2001 è impegnato in una lunga tournée estiva in Germania col ruolo di Ismaele nel Nabucco e negli stessi panni è a Trapani. Quindi canta La traviata e Madama Butterly ad Hannover, Wiesbaden e Stoccarda. Inoltre esegue vari concerti in onore delle celebrazioni del Centenario Verdiano in Italia ed all'estero.
Nel 2002 torna con il Nabucco in tutto il territorio tedesco, cantando a Berlino, Liepzig, Halle, Dresda, Hannover, Vienna, Passau Ferropolis e nel Lussemburgo. Dunque ha vestito i panni di Radames nell'Aida a Neuss, Hameln, Paderborn. Recentemente è stato interprete del Festival dei Tre Tenori a Francoforte e di una serie di recitals verdiani in Austria e in Germania.
Nel 2003 interpreta Ismaele nel Nabucco di Verdi a Berlino, Hannover, Wien, Rastadt, Ferropolis, Baden Baden.
Nel 2004 è impegnato in una tournée in Germania che toccando le più importanti città tedesche, tra cui Monaco, Stoccarda, Karlsruhe, Ratzemburg, Schnaittach, Neuermarket.
Nel 2005 esegue il Requiem di Verdi al Musikverein di Vienna.
Negli anni 2007-2008 partecipa al Festival Persiano di Tortona, incidendo Il Natale del Redentore e Il Sogno Interpretato di Perosi.
Nel 2008 e nel 2009 partecipa ai Concerti di Primavera della Corale Rossini di Modena, interpretando musiche inedite di Giuseppe Verdi e il Requiem di Donizetti.

## Metodo Dino Di Domenico
Attraverso una esperienza di decenni nell'applicazione lirica della voce umana, Dino Di Domenico ha sviluppato un metodo di recupero dell'ampiezza vocale per i cantanti, liberando le corde vocali dalle tensioni autogenerate e consentendo di raggiungere i sovracuti oltre il FA della "Regina della notte". Tale metodo è insegnato dal tenore nei Conservatori in cui è titolare di cattedra.

## Opere

### Pubblicazioni su CD
- I Cavalieri di Ekebu di Zandonai (Fonit Cetra)
- Ecuba di Nicola Manfroce
- Nerone di Mascagni (Bongiovanni)
- Il Bravo di Mercadante (Nuova Era)
- I Lombardi di Verdi (Legato Classic)
- Otello di Verdi (Forlane)
- Attila di Verdi (Première Opera)
- Macbeth di Verdi (Première Opera)
- Luisa Miller di Verdi (Première Opera)
- L'Ebreo di Apolloni (Première Opera)
- La strage degli Innocenti di Perosi (Bongiovanni 2003)
- La Resurrezione di Cristo di Perosi (Bongiovanni 2004)
- Là dove vanno i pensieri di Cataldo (La bottega discantica 2005)
- Katerina Ismailova di Šostakovič (Opera D'oro 2005)
- Natale del Redentore di Perosi (Bongiovanni 2007)
- Il Giudizio Universale di Raimondi (Bongiovanni 2009)
- Il sogno interpretato di Perosi (Bongiovanni 2009)

### Pubblicazioni su DVD
- Verdi, Requiem (TV Belga, 1991)
- Brani da Autori vari (RTSI Lugano, 1993)
- Beethoven, IX sinfonia (RAI TRE, 1995)
- Puccini, Madama Butterfly (Tele 13 Cile, 1996)

### Colonne sonore per film
- Delitti e profumi (1987)